# Glenn Heights
La ville de Glenn Heights est située dans les comtés de Dallas et Ellis, dans l’État du Texas, aux États-Unis. Sa population s’élevait à 11 278 habitants lors du recensement de 2010, estimée à 13 250 habitants en 2018.

## Source
- (en) Cet article est partiellement ou en totalité issu de l’article de Wikipédia en anglais intitulé « Glenn Heights, Texas » (voir la liste des auteurs).

1. ↑  « Population and Housing Unit Estimates » (consulté le 30 mai 2019)
2. ↑  « Census of Population and Housing » [archive du 26 avril 2015], Census.gov (consulté le 4 juin 2015)